# Счастьенский район
Счастьенский район (укр. Щастинський район) — административная единица в Луганской области Украины.
Административный центр — город Счастье.

## География
Район находится в центрально-восточной части области. Площадь — 3380,4 км².

## История
Район был образован Постановлением Верховной рады от 17 июля 2020 года в результате административно-территориальной реформы, в его состав вошли территории:
- Новоайдарского района,
- Станично-Луганского района.

Состав райсовета, избранного в 2020 году: «Слуга народа» — 10, ОПЗЖ — 15, «Наш край» — 10.

## Население
Численность населения района в укрупнённых границах — 81,2 тыс. человек.

## Административное устройство
Район в укрупнённых границах с 17 июля 2020 года делится на 5 территориальных общин (громад), в том числе 1 городскую, 2 поселковые и 2 сельские общины (в скобках — их административные центры):
- Городские:
  - Счастьенская городская община (город Счастье);
- Поселковые:
  - Новоайдарская поселковая община (пгт Новоайдар),
  - Станично-Луганская поселковая община (пгт Станица Луганская);
- Сельские:
  - Нижнетёпловская сельская община (село Нижнетёплое),
  - Широковская сельская (поселковая) община (посёлок Широкий).

ЦИК Украины в августе 2020 года отменила назначенные на 25 октября 2020 года выборы в четырёх новообразованных территориальных общинах Счастьенского района Луганской области, подконтрольных Украине, сославшись на небезопасность прифронтовой зоны, в частности, в Нижнетёпловской, Станично-Луганской, Широковской и Счастьенской общинах.